# Atletiekvereniging SPRINT
Atletiekvereniging SPRINT is een atletiekvereniging uit Breda. Het is de grootste atletiekvereniging van Nederland en aangesloten bij de Atletiekunie.
De vereniging is gevestigd aan de Dr. Schaepmanlaan gelegen naast het Mastbos. De atletiekbaan zelf is eigendom van gemeente Breda; het clubhuis is eigendom van de vereniging. Het complex beschikt over een gezellig clubhuis met kleedkamers incl. douches, kluisjes, instructieruimtes en vergaderzalen, een ruimte voor krachttraining en een extra veld met een discuskooi en speerwerpaanloop. De parkeerplaatsen worden gedeeld met de naastgelegen hockeyvereniging BH & BC Breda.

## 3 afdelingen
SPRINT bestaat uit drie afdelingen:
- Baanatletiek: de traditionele atletiek, waarbij verschillende onderdelen als sprinten, discuswerpen en hoogspringen op de atletiekbaan worden afgewerkt. De vereniging komt met meerdere teams uit in verschillende klassen van de landelijke competities: het damesteam werd in 2014 en 2015 Nederlands Kampioen in de eredivisie van de competitie en ook het herenteam kwam meerdere jaren in de eredivisie uit.
- Loopsport: met alle vormen van hardlopen. Wedstrijdgericht, recreatief lopen, sportief wandelen, Nordic Walking.
- Aangepast Sporten: SPRINT heeft (landelijk gezien) de grootste afdeling sporters met een lichamelijke of verstandelijke beperking. Er is een groep wheelers, een baanatletiek-groep voor lichamelijk beperkten, een groep voor verstandelijk beperkten en een groep voor sporten met autisme.

## Evenementen
SPRINT staat bekend als organisator van grote atletiekevenementen. Jaarlijks organiseert de vereniging de Mastboscross (onderdeel van het Nationaal Lotto Crosscircuit), vele diverse baanwedstrijden en minstens één Nederlands Kampioenschap per outdoorseizoen (zoals de NK Teams (2014), NK Junioren (2012, 2015, 2016), CD Competitiefinale (2015), NK Gehandicapten (2016) en meer). Andere evenementen waar veel SPRINT-leden bij betrokken zijn, zijn de Bredase Singelloop en de Haagse Beemden Loop.

## SPRINT medailles op NK's
Dit is een lijst van alle medailles die SPRINT-atleten hebben gehaald sinds 2007 bij officiële Nederlandse kampioenschappen voor senioren.

### NK Indoor
| Jaar | Onderdeel          |  | Plaats | Mannen      | Prestatie |  | Plaats | Vrouwen             | Prestatie |
| ---- | ------------------ |  | ------ | ----------- | --------- |  | ------ | ------------------- | --------- |
| 2007 | hink-stap-springen |  | Zilver | Sander Hage | 14,56 m   |  |        |                     |           |
| 2008 | 3000 m             |  |        |             |           |  | Goud   | Sabine van de Reijt | 9.35,39   |
|      | hink-stap-springen |  | Brons  | Sander Hage | 14,40 m   |  |        |                     |           |
| 2009 | 3000 m             |  |        |             |           |  | Zilver | Sabine van de Reijt | 9.52,41   |

### NK Atletiek
| Jaar | Onderdeel           |  | Plaats | Mannen          | Prestatie |  | Plaats | Vrouwen             | Prestatie |
| ---- | ------------------- |  | ------ | --------------- | --------- |  | ------ | ------------------- | --------- |
| 2007 | 3000 m steeplechase |  | Goud   | Simon Vroemen   | 8.35,40   |  |        |                     |           |
|      | hink-stap-springen  |  | Zilver | Sander Hage     | 14,45 m   |  |        |                     |           |
|      | kogelslingeren      |  | Goud   | Ronald Gram     | 63,18 m   |  |        |                     |           |
| 2008 | 1500 m              |  |        |                 |           |  | Brons  | Lesley van Miert    | 4.20,74   |
|      | kogelslingeren      |  | Goud   | Ronald Gram     | 67,91 m   |  |        |                     |           |
|      | speerwerpen         |  | Goud   | Bjorn Blommerde | 70,31 m   |  |        |                     |           |
| 2009 | 1500 m              |  | Zilver | Johan de Koning | 3.47,34   |  |        |                     |           |
|      | 5000 m              |  |        |                 |           |  | Goud   | Lesley van Miert    | 17.05,79  |
|      |                     |  |        |                 |           |  | Brons  | Sabine van de Reijt | 17.11,17  |
|      | hink-stap-springen  |  | Brons  | Sander Hage     | 14,83 m   |  |        |                     |           |
|      | kogelslingeren      |  | Zilver | Ronald Gram     | 61,98 m   |  |        |                     |           |
|      | speerwerpen         |  | Goud   | Bjorn Blommerde | 71,52 m   |  |        |                     |           |
| 2010 | hoogspringen        |  |        |                 |           |  | Goud   | Nadine Broersen     | 1,81 m    |
|      | speerwerpen         |  | Goud   | Bjorn Blommerde | 78,22 m   |  |        |                     |           |
| 2011 | hoogspringen        |  |        |                 |           |  | Goud   | Nadine Broersen     | 1,83 m    |
|      | speerwerpen         |  | Goud   | Bjorn Blommerde | 75,74 m   |  |        |                     |           |
| 2012 | 3000 m steeplechase |  | Zilver | Erik Niemeijer  | 9:26.31   |  |        |                     |           |
| 2013 | 3000 m steeplechase |  | Brons  | Erik Niemeijer  | 9:27.69   |  |        |                     |           |

### Overige NK's
| Jaar | Onderdeel   |  | Plaats | Mannen          | Prestatie |  | Plaats | Vrouwen             | Prestatie |
| ---- | ----------- |  | ------ | --------------- | --------- |  | ------ | ------------------- | --------- |
| 2007 | korte cross |  |        |                 |           |  | Goud   | Lesley van Miert    | 8.39      |
| 2008 | korte cross |  |        |                 |           |  | Zilver | Sabine van de Reijt | 7.38      |
|      | 4 x 800 m   |  | Goud   | AV Sprint-ploeg | 7.54,70   |  |        |                     |           |
| 2009 | korte cross |  | Brons  | Johan de Koning | 10.39     |  |        |                     |           |
|      | 4 x 800 m   |  | Zilver | AV Sprint-ploeg | 7.44,44   |  |        |                     |           |
|      | 4 x 1500 m  |  | Goud   | AV Sprint-ploeg | 16.04,23  |  |        |                     |           |
| 2011 | korte cross |  |        |                 |           |  | Goud   | Lesley van Miert    | 9.36      |
|      | 10000 m     |  | Brons  | Jeroen Maas     | 30.58,16  |  |        |                     |           |
|      | korte cross |  |        |                 |           |  | Brons  | Lesley van Miert    | 8.12      |